# Halliste
Halliste – alevik w prowincji Viljandimaa, w gminie Mulgi. Do 2017 był ośrodkiem administracyjnym gminy Halliste.